# Juan Minauro
Juan Minauro fue un sacerdote y político peruano. 
Fue elegido por la provincia de Urubamba como miembro de la Convención Nacional de 1833 que expidió la Constitución Política de la República Peruana de 1834, la cuarta de la historia del país.
1841 fue vicario interino de la parroquia de Pampamarca en la provincia de Canas.